# (4229) Plevitskaya
(4229) Plevitskaya (1971 BK) – planetoida z pasa głównego asteroid okrążająca Słońce w ciągu 3,66 lat w średniej odległości 2,37 j.a. Odkryta 22 stycznia 1971 roku.